# Pessat-Villeneuve
Pessat-Villeneuve is een gemeente in het Franse departement Puy-de-Dôme (regio Auvergne-Rhône-Alpes) en telt 472 inwoners (1999). De plaats maakt deel uit van het arrondissement Riom.

## Geografie
De oppervlakte van Pessat-Villeneuve bedraagt 6,3 km², de bevolkingsdichtheid is 74,9 inwoners per km².
De onderstaande kaart toont de ligging van Pessat-Villeneuve met de belangrijkste infrastructuur en aangrenzende gemeenten.

## Demografie
Onderstaande figuur toont het verloop van het inwonertal (bron: INSEE-tellingen).